# 가재울중학교
가재울중학교(가재울中學校)는 대한민국 서울특별시 서대문구 북가좌동에 있는 공립 중학교이다.

## 학교 연혁
- 2012년 12월 27일 : 가재울중학교 설립 인가
- 2013년 3월 1일 : 초대 장경선 교장 취임
- 2013년 3월 4일 : 제1회 입학식(일반학급7, 특수학급1, 243명 입학)
- 2013년 5월 21일 : 가재울중학교 개교식
- 2016년 2월 4일 : 제1회 졸업식 (3학년 7학급 238명 졸업)
- 2016년 3월 1일 : 디지털교과서 활용 시범 연구학교 지정 운영(2년)
- 2020년 3월 1일 : 제3대 강흥권 교장 취임
- 2023년 1월 4일 : 제8회 졸업식(3학년 8학급 237명 졸업)
- 2023년 3월 2일 : 제11회 입학식(일반학급8, 특수학급1, 222명 입학)
- 2023년 5월 21일 : 개교 10주년
- 2023년 9월 1일 : 제4대 유현철 교장 취임
- 2023년 3월 4일 : 제12회 입학식(일반학급8, 특수학급1, 219명 입학)

## 참고 자료
- 가재울중학교 - 한국교육학술정보원 학교알리미